# ناحیه سرگلی
ناحیه سرگلی (به ازبکی: Sergeli) یک منطقهٔ مسکونی در ازبکستان است که در تاشکند واقع شده‌است. ناحیه سرگلی ۵۶٫۰ کیلومتر مربع مساحت و ۱۴۹٬۰۰۰ نفر جمعیت دارد.